# وزیر مسکن و توسعه شهری ایالات متحده آمریکا
وزیر مسکن و توسعه شهری ایالات متحده آمریکا (انگلیسی: United States Secretary of Housing and Urban Development) وظیفه مدیریت بر وزارت مسکن و توسعه شهری ایالات متحده آمریکا را برعهده دارد. اسکات ترنر وزیر کنونی مسکن ایالات متحده آمریکا است.

## وزیران مسکن و توسعه شهری ایالات متحده آمریکا
احزاب
      دموکرات
      جمهوری‌خواه
Status
| شماره | پرتره        | نام                          | ایالت اقامت      | قبول پست        | ترک پست         | رئیس‌جمهور(ان) | رئیس‌جمهور(ان)      |
| ----- | ------------ | ---------------------------- | ---------------- | --------------- | --------------- | ------------- | ------------------ |
| 1     |              | Robert C. Weaver             | ایالت نیویورک    | ۱۸ ژانویه ۱۹۶۶  | ۱۸ دسامبر ۱۹۶۸  |               | لیندون بی. جانسون  |
| 2     |              | Robert C. Wood               | ماساچوست         | ۷ ژانویه ۱۹۶۹   | ۲۰ ژانویه ۱۹۶۹  |               | لیندون بی. جانسون  |
| 3     |              | جرج دابلیو رامنی             | میشیگان          | ۲۲ ژانویه ۱۹۶۹  | ۲۰ ژانویه ۱۹۷۳  |               | ریچارد نیکسون      |
| 4     |              | James T. Lynn                | اوهایو           | ۲ فوریه ۱۹۷۳    | ۵ فوریه ۱۹۷۵    |               | ریچارد نیکسون      |
| 4     | جرالد فورد   | James T. Lynn                | اوهایو           | ۲ فوریه ۱۹۷۳    | ۵ فوریه ۱۹۷۵    |               |                    |
| 5     |              | کارلا اندرسون هیلز           | کالیفرنیا        | ۱۰ مارس ۱۹۷۵    | ۲۰ ژانویه ۱۹۷۷  |               |                    |
| 6     |              | Patricia R. Harris           | واشینگتن، دی.سی. | ۲۳ ژانویه ۱۹۷۷  | ۱۰ سپتامبر ۱۹۷۹ |               | جیمی کارتر         |
| 7     |              | مون لندرو                    | لوئیزیانا        | ۲۴ سپتامبر ۱۹۷۹ | ۲۰ ژانویه ۱۹۸۱  |               | جیمی کارتر         |
| 8     |              | Samuel R. Pierce             | ایالت نیویورک    | ۲۳ ژانویه ۱۹۸۱  | ۲۰ ژانویه ۱۹۸۹  |               | رونالد ریگان       |
| -     |              | J. Michael Dorsey (acting)   |                  | ۲۰ ژانویه ۱۹۸۹  | ۱۳ فوریه ۱۹۸۹   |               | جرج هربرت واکر بوش |
| 9     |              | جک کمپ                       | ایالت نیویورک    | ۱۳ فوریه ۱۹۸۹   | ۲۰ ژانویه ۱۹۹۳  |               | جرج هربرت واکر بوش |
| 10    |              | Henry G. Cisneros            | تگزاس            | ۲۲ ژانویه ۱۹۹۳  | ۲۰ ژانویه ۱۹۹۷  |               | بیل کلینتون        |
| 11    |              | اندرو کومو                   | ایالت نیویورک    | ۲۹ ژانویه ۱۹۹۷  | ۲۰ ژانویه ۲۰۰۱  |               | بیل کلینتون        |
| -     |              | William C. Apgar (acting)    |                  | ۲۰ ژانویه ۲۰۰۱  | ۲۴ ژانویه ۲۰۰۱  |               | جرج دابلیو بوش     |
| 12    |              | Mel Martinez                 | فلوریدا          | ۲۴ ژانویه ۲۰۰۱  | ۱۲ دسامبر ۲۰۰۳  |               | جرج دابلیو بوش     |
| 13    |              | Alphonso Jackson             | تگزاس            | ۱۲ دسامبر ۲۰۰۳  | ۱ آوریل ۲۰۰۴    |               | جرج دابلیو بوش     |
| 13    | ۱ آوریل ۲۰۰۴ | Alphonso Jackson             | تگزاس            | ۱۸ آوریل ۲۰۰۸   |                 |               | جرج دابلیو بوش     |
| -     |              | Roy A. Bernardi (acting)     | ایالت نیویورک    | ۱۸ آوریل ۲۰۰۸   | ۴ ژوئن ۲۰۰۸     |               | جرج دابلیو بوش     |
| 14    |              | Steve Preston                | ایلینوی          | ۴ ژوئن ۲۰۰۸     | ۲۰ ژانویه ۲۰۰۹  |               | جرج دابلیو بوش     |
| -     |              | Brian D. Montgomery (acting) |                  | ۲۰ ژانویه ۲۰۰۹  | ۲۶ ژانویه ۲۰۰۹  |               | باراک اوباما       |
| 15    |              | شان داناون                   | ایالت نیویورک    | ۲۶ ژانویه ۲۰۰۹  | ۲۸ ژوئیه ۲۰۱۴   |               | باراک اوباما       |
| 16    |              | هولیان کاسترو                | تگزاس            | ۲۸ ژوئیه ۲۰۱۴   | ژانویه ۲۰, ۲۰۱۷ |               | باراک اوباما       |
| –     |              | کریگ کلمرسون پست موقت        |                  | ژانویه ۲۰, ۲۰۱۷ | مارس۲, ۲۰۱۷     |               | دونالد ترامپ       |
| ۱۷    |              | بن کارسون                    | فلوریدا          | مارس ۲, ۲۰۱۷    | ۲۰ ژانویه ۲۰۲۱  |               | دونالد ترامپ       |